# NHK檔案館 (建築)
NHK檔案館（日语：／ enu-eichi-kei ākaibusu */?）是位於日本埼玉縣川口市綜合設施SKIP City內的一個映像資料館，由日本广播協會（NHK）開業於2003年。該設施是NHK紀念電視開播50週年紀念事業的一部分。

## NHK的節目資料保存
NHK在1951年設立了「音之圖書館」（音のライブラリー），蒐集保存民俗、傳統藝能、人物等領域的聲音素材:111。1950年代後期開始，音之圖書館開始蒐集保存影像資料:111。同時NHK在1957年設置了「放送資料部」（後在1959年更名為「資料部」），負責映像資料的保存業務:110。當時使用膠片拍攝的節目和素材可多次使用的節目（以新聞、紀錄片節目為主）得到保存的機率較高。如旅行紀錄片節目《新日本紀行》有90%的集數得到保存:110-111。而使用錄影帶拍攝的娛樂節目、電視劇則因當時錄影帶價格高昂，需反复利用而保存較少。例如1964年的大河劇《赤穗浪士》僅保存有一集。1963年之前的紅白歌合戰亦完全未有保存:13。
1963年，音之圖書館更名為「放送文化財圖書館」（放送文化財ライブラリー），資料蒐集中心領域轉為影像:111。1981年3月，放送總局設立了「放送素材保存委員會」，開始系統保存電視節目影像:111。同時NHK將分散在資料部（新聞節目素材）、放送文化財圖書館（具文化價值的節目）、放送博物館（在廣播史上有價值的節目）、TOC（用於重播的節目）四處的影像素材集中至資料部管理，確立了現在NHK檔案館的雛形:112-113。隨著影像資料的數量日益增加，保存空間不足成為新的課題。1998年，NHK制定了「映像檔案中心」的基本構想，並在翌年將這一中心定名為「NHK檔案館」:113。檔案館用地則選擇在川口市的電台發射站舊址:113。1997年開始，NHK將老舊的節目膠片和錄影帶轉為數位保存:113。
NHK檔案館在2003年2月1日開始運用。膠片保管倉庫的溫度定在15攝氏度，濕度定在50%；VTR保管倉庫的溫度定在25攝氏度，濕度定在50%:113。2007年3月時，NHK檔案館保存有61.2萬個節目，397，7萬條新聞影像資料:113。

## 資料利用
NHK自2000年4月開始播出《NHK檔案館》節目，令在過去播出的節目重新和觀眾見面:115。在重播這些節目的同時，NHK對過去節目進行畫質修復，使得節目得以以更加鮮明的色彩播出:116。
NHK檔案館設有節目公開圖書館，市民可免費觀看部分NHK檔案館的節目。2007年11月時，節目公開博物館收錄包括《大河劇》、《晨間小說連續劇》、《紅白歌合戰》、《NHK特集》在內的6115個節目:118。除了節目公開圖書館之外，NHK檔案館亦設有迷你劇場、兒童區等對公眾開放的區域。

## 外部連結
- NHKアーカイブス （页面存档备份，存于）
  - NHKアーカイブス（川口）のご案内 （页面存档备份，存于）
- NHKアーカイブス的X（前Twitter）
- 番組公開ライブラリー検索（番組検索・施設所在地） （页面存档备份，存于）
- 特集　その時、舞台裏では…アーカイブス編：NHKの番組保存の始まりは1980年代　NHKアーカイブス （页面存档备份，存于）
- 特集　その時、舞台裏では…アーカイブス編：貴重な映像資産を次世代に伝える　NHKアーカイブス （页面存档备份，存于）
- 特集　その時、舞台裏では…アーカイブス編：保存番組を「番組公開ライブラリー」等で公開　NHKアーカイブス （页面存档备份，存于）
- 特集　その時、舞台裏では…アーカイブス編：保存番組を「番組公開ライブラリー」等で公開　NHKアーカイブス （页面存档备份，存于）
- 特集　その時、舞台裏では…アーカイブス編：ラジオ時代の貴重な資産　NHKアーカイブス （页面存档备份，存于）